# Samojedski jezici
Samojedski jezici, jedna od dviju skupina uralskih jezika lojima se služe nekolicina samojedskih plemena iz zapadnog Sibira. Skupina obuhvaća (6) ili 7 jezika podijeljenih na dvije podskupine, sjevernu i južnu: 
A. sjeverni: enecki (pe-bae ili šumski i somatu ili enecki iz tundre), jurački (nenecki), nganasanski (tavgijski).
B. južni: kamasinski (kamassinski), matorski †, selkupski.

## Vanjske poveznice
- Ethnologue (14th)
- Ethnologue (15th)
- Ethnologue (16th)